# Грузинцев Олексій Петрович
Олексій Петрович Грузинцев (1851—1919) — професор фізики Харківського університету. Голова Правління Харківської Громадської бібліотеки.

## Життєпис
Народився в Рибінську 26 лютого (10 березня) 1851 року в родині дрібного чиновника. Навчався у Нижньогородській гімназії, яка закінчив зі срібною медаллю. Пізніше навчався на фізико-математичному факультеті Казанського університету та закінчив його у 1872 році.
Магістерську дисертацію «Електромагнітна теорія світла» він захистив у 1893 році; став приват-доцентом Харківського університету. Докторську дисертацію «Електромагнітна теорія провідників» захистив у 1899 році і незабаром зайняв у харківському університеті професорську посаду. Викладав також у 1-й Харківській гімназії.
Був одним із засновників Харківської Громадської бібліотеки. 
У 1886-1908 роках був членом Правління бібліотеки. 8 (21) лютого 1906 був обраний Головою Правління. Перебував на посаді до 1907 року. Потім, у 1908-1909 роках займав посаду Товариша Голови Правління.
Дійсний статський радник з 1916 року. 
У Харківській міській думі 1919 року входив до кадетської фракції.
Був одружений з Анною Іванівною Грузинцевою, котра була членом Харківської Громадської бібліотеки протягом 25 років (1890-1914). 
Їх син, Григорій Олексійович Грузинцев, став математиком; його лекції в Катеринославському університеті зробили особливий вплив на Сергія Микільського.

## Нагороди
- Орден Святого Станіслава 3-го ступеня
- Орден Святої Анни 3-го ступеня[3]